# پا تپه زرین چغا پایین
پا تپه زرین چغا پایین مربوط به دوره اشکانیان است و در شهرستان خرم‌آباد، بخش مرکزی، دهستان رباط نمکی، روستای زرین چغا پایین واقع شده و این اثر در تاریخ ۲۸ اسفند ۱۳۸۵ با شمارهٔ ثبت ۱۸۸۳۱ به‌عنوان یکی از آثار ملی ایران به ثبت رسیده است.